# Tawast
För medeltidsätten se Tavast
Tawast är namnet på två befryndade, numera båda i Sverige utdöda, svenska adelsätter: en adlig och en kombinerat friherrlig och grevlig.
Enligt senaste utgåvan av Adelskalendern (2004) skall den ursprungliga Tawastätten troligen stamma från Danmark och ha sin första belagda anfader i en i Gamlakarleby i Finland bosatt man vid namn Jakob Kaas (död under 1520-talet). Dennes sonson Arvid Henriksson Tavast (död 1599) adlades den 26 juni 1582 och ätten introducerades i sin tur på det nyinrättade Riddarhuset 1625 genom dennes sonson, ryttmästaren Sten Ivarsson Tawast (död c:a 1645/46), gift med Anna Horn af Kanckas som var Bureättling och dotter till Jöran Henriksson Horn af Kanckas.
Denna ursprungliga ätt (nr 64 på Riddarhuset) anses dock numera ha utdött redan 1731 med majoren Gustaf Eric Tawast. Den enda kända fortlevande ättelinjen från den ursprungliga ätten Tawast utgår från hans dotter Anna Maria som gifte sig Munsterhjelm och blev stammoder till den ätten.
Ättens fortsatta existens därefter bero på felaktigt införande på ättens stamtavla år 1765 av två ytterligare släktgrenar, vilka egentligen inte alls var befryndade med den egentliga Tawastätten. Den ena av dessa grenar, troligen stammande från en borgerlig släkt i Åbo, upphöjdes år 1778 i riddarklassen. Efter Finlands avskiljande från Sverige 1809 immatrikulerades denna gren 1818 på Finlands riddarhus men utdog där 1828.
Innan detta hade dock en medlem av denna gren, den i Sverige verksamme generalen, adjutanten med mera Johan Henrik Tawast (1763–1841) den 9 december 1802 upphöjts till friherre och introducerats som sådan med ättenummer 321. Den 13 januari 1818 upphöjdes samme Johan Henrik till greve, dock i enlighet med §37 i 1809 års regeringsform, vilket innebar att endast huvudmannen för ätten hade grevevärdighet. Som grevlig introducerades ätten under nummer 129. Emedan Johan Henriks ende son dock avled redan som barn slöt fadern själv såväl de friherrliga som grevliga ätterna.
Den andra av de 1765 införda släktgrenarna stammar från en fältväbel Christoffer Tawast (död 1742). Också denna gren immatrikulerades 1818 på finska riddarhuset och fortlever där alltjämt under nummer 3. En ättemedlem, Herman Bernt Tawast (1768–1834) erhöll 1830 rätt att, i enlighet med de äldre uppfattningarna om ättens härstamning, ta sig namnet Stålarm-Tawast vilket introducerades som en egen ätt (nr 189) på finska riddarhuset samma år. Denna gren dog dock ut 1880.